# إليوت شارب
إليوت شارب (بالإنجليزية: Elliott Sharp)‏ هو موسيقي وملحن وعازف قيثارة أمريكي، ولد في 1 مارس 1951 في كليفلاند في الولايات المتحدة.

## وصلات خارجية
- الموقع الرسمي
- إليوت شارب على موقع IMDb (الإنجليزية)
- إليوت شارب على موقع ميوزك برينز (الإنجليزية)
- إليوت شارب على موقع إن إن دي بي (الإنجليزية)
- إليوت شارب على موقع أول ميوزيك (الإنجليزية)
- إليوت شارب على موقع ديسكوغز (الإنجليزية)
- إليوت شارب على موقع قاعدة بيانات الفيلم (الإنجليزية)